# Эльрод, Робер
Робер Эльрод (фр. Robert Ellrodt; 10 июля 1922, Баньер-де-Люшон — 11 октября 2015, Париж) — французский поэт, филолог-англист, переводчик, переводовед.

## Биография и карьера
Работал в CNRS (1946—1949), преподавал в Пуатье, Алжире, Тулузе, Сорбонне (1961—1966), Ницце (1967—1971). Защитил докторскую диссертацию по творчеству английских поэтов-метафизиков (1959). С 1975 — в Новой Сорбонне, в 1986—1991 был президентом университета, в настоящее время — почётный профессор.
Почётный президент Общества университетских англистов и Общества англо-американских исследований XVII—XVIII вв., вице-президент Шекспировского общества Франции.

## Литературное и научное творчество
Автор стихотворений на английском языке, написанных в подражание поэтам XVII в. и получивших одобрение Т. С. Элиота. Ему принадлежат переводы и комментированные издания произведений Шекспира, Кристофера Марло, Дж. Форда, Джона Донна, Китса, Шелли, работы по английской литературе и театру XVII и XIX вв.

## Монографии
- Neoplatonism in the Poetry of Spenser (Genève: Droz, 1960, была одобрительно отрецензирована К. С. Льюисом).
- L’inspiration personnelle et l’esprit du temps chez les poètes métaphysiques anglais, 3 vols (Paris: Corti, 1960; переизд. 1973).
- Seven Metaphysical Poets: A Structural Study of the Unchanging Self (Oxford University Press, 2000).
- Montaigne et Shakespeare: l’émergence de la conscience moderne (Paris, Éditions Corti, 2011).

## Признание
Член-корреспондент Британской академии (с 1986), Европейской Академии (с 1989).
Офицер ордена Почётного легиона, командор ордена Академических пальм, командор ордена Британской империи.

## Тексты on line
- История литературы и поиски определённости Архивная копия от 21 апреля 2014 на Wayback Machine (англ.)